# Güterwagen der Kriegsbauart
Während des Zweiten Weltkrieges wurden von der Deutschen Reichsbahn (DR) vier Güterwagenarten in Kriegsausführung entwickelt und gebaut; diese vier Wagengattungen werden als Güterwagen der Kriegsbauart bezeichnet.
Die Güterwagen der Kriegsbauart wurden von 1942 bis 1945 parallel zu den Güterwagen der geschweißten Bauart produziert.
Obwohl die Serienproduktion der geschweißten Bauart bereits 1933 begann, wurde ihre Weiterentwicklung durch die Kriegsauswirkungen eingeschränkt und sie wurden auch nicht an die kriegsbedingten Transportanforderungen angepasst, sondern es wurden stattdessen die Wagen der Kriegsbauart entwickelt. Da es im Güterwagenbau beim Wechsel zwischen den Bauarten zu Überschneidungen kam, lassen sich diese zeitlich auch nicht genau eingrenzen.

## Die Güterwagen der Regelbauart
Die Güterwagen der Kriegsbauart wurden unter militärischen Gesichtspunkten entwickelt und waren größtenteils für den Transport von Kriegsmitteln bestimmt. Ihre Hauptaufgabe war es, schnellstmöglich Menschen und Kriegsmaterial zu ihren Einsatzorten zu transportieren, dabei sollte die Verladung schnell und einfach erfolgen können. Die Anforderungen für die Entwicklung dieser Güterwagen waren unter anderem, dass sie stahlsparend, schnell und kostengünstig zu produzieren sein mussten. Diese geschweißten Güterwagen waren leichter als vergleichbare Güterwagen, aber gleichzeitig für eine höhere Lademasse ausgelegt. Mit Ausnahme der offenen Güterwagen der Wagengattung „Ommu Klagenfurt“ waren alle Güterwagen sogenannte „Schnellläuferwagen“ und daher für eine Geschwindigkeit von 90 km/h zugelassen.
Bedingt durch diese Anforderungen wurden konstruktive Lösungen gefunden, die dem Güterwagenbau ein hohes Rationalisierungspotential einbrachten. Die Materialeinsparungen, die die Herstellung beschleunigten und den Stahlverbrauch verminderten, wurden teilweise dadurch erreicht, dass möglichst viele Stahlteile weggelassen oder durch andere Stahlarten beziehungsweise durch Holz ersetzt wurden. Ein Nachteil dieser Bauweise war, dass sich der verwendete, qualitativ schlechtere Stahl durch die hohe Belastung schneller verformte und auch schneller zu rosten begann.

### Gedeckter Güterwagen
Gattungszeichen Gmhs, Gattungsbezirk Bremen 
Diese gedeckten Güterwagen wurden nach den kriegsbedingten Anforderungen für ein Ladegewicht von 20 Tonnen entwickelt. Die Wagen hatten einen Achsstand von 7000 mm, ein Ladevolumen von insgesamt 60,7 m³, eine Eigenmasse von 9,3 Tonnen und eine Länge über Puffer von 10.000 mm ohne Handbremse. Das Untergestell wurde aus Walzprofilen gefertigt und hatte kein Sprengwerk. Sie verfügten über sechslagige und 1200 mm lange Tragfedern und die Seitenwände waren mit Diagonalstreben über jeweils zwei Seitenfelder neben den Türen versehen. Sie hatten, wie die meisten ab 1927 gebauten gedeckten Güterwagen, ein Tonnendach und in den Seitenwandenden waren eine Lade- und Lüftungsklappe mit Lüftungsgittern eingebaut. Sie waren für eine Höchstgeschwindigkeit von 90 km/h zugelassen, verfügten über eine Dampfheizleitung und hatten eine Hildebrand-Knorr-Druckluftbremse (Hik-Bremse). (DB: Gmhs 35; DR: Gmhs 11)

### Gedeckter großräumiger Güterwagen
Gattungszeichen Glmhs, Gattungsbezirk Leipzig
Die großräumigen Güterwagen des 1943 neu eingerichteten Gattungsbezirks Leipzig hatten einen Achsstand von 8000 mm, kein Sprengwerk und eine Länge über Puffer (LüP) von 12.700 mm mit Handbremse. Diese Tonnendach-Güterwagen hatten auf beiden Seiten eine 1990 mm breite Schiebetür, ein Ladevolumen von insgesamt 74,8 m³, eine Leermasse von 10,1 Tonnen, eine Lademasse von 20 Tonnen und eine Tragfähigkeit von 21 Tonnen. Sie waren mit einer Hik-GP-Bremse ausgestattet, hatten sechslagige Blatttragfedern von 1200 mm Länge und eine Dampfheizleitung. Ihre zugelassene Höchstgeschwindigkeit lag bei 100 km/h und sie wurden zu Reichsbahnzeiten nur mit Handbremse gebaut. Ab 1943 entstanden auf Basis dieser Güterwagen die Behelfspersonenwagen der Gattung MCi-43. (DB: Glmhs 36; DR: Gmhs 11)

### Offener Güterwagen
Gattungszeichen Ommu, Gattungsbezirk Klagenfurt
Die sogenannten offenen Hochbordwagen hatten eine Lademasse von 26,5 Tonnen, aber im Gegensatz zu den meisten anderen offenen Wagen kein Sprengwerk. Die Bordwandhöhe betrug 1548 mm und die Stirnwände dieser Wagen waren abklappbar. Sie waren für eine Höchstgeschwindigkeit von 65 km/h zugelassen, der Achsstand betrug 6000 mm, die Länge über Puffer 10.100 mm mit Handbremse und sie verfügten über eine Hik-Bremse. Diese Güterwagen waren eine reine Neukonstruktion mit einer Eigenmasse von 8,4 Tonnen ohne Handbremse. (DB: Omm 34; DR: Ommu 44)

### Rungenwagen
Gattungszeichen Rmms, Gattungsbezirk Ulm
Diese neu konstruierten Wagen waren mit 22 Rungen ausgestattet, hatten eine Lademasse von 24,5 Tonnen, einen Achsstand von 8000 mm, ein Sprengwerk und eine Eigenmasse von nur 9,5 Tonnen ohne Handbremse. Die Länge über Puffer betrug 12.000 mm ohne Handbremse und sie waren auch mit einer Hik-Bremse ausgestattet. Ihre Seiten- und Stirnwände konnten so umgeklappt werden, dass ein Befahren über diese möglich war, über die umgeklappten Stirnwände war auch ein Überfahren von einem auf den anderen Rungenwagen möglich. (DB: Rmms 33; DR: Rmms 62)
| Bauartbedingte Gewichtsänderungen | Bauartbedingte Gewichtsänderungen | Bauartbedingte Gewichtsänderungen | Bauartbedingte Gewichtsänderungen                                            | Bauartbedingte Gewichtsänderungen | Bauartbedingte Gewichtsänderungen |
| Gattungszeichen                   | Gattungsbezirk                    | Erstes Baujahr                    | Gewichtsänderung gegenüber dem Vergleichswagen Nur für Wagen ohne Handbremse | Eigengewicht des Vergleichswagen  | Vergleichswagen                   |
| --------------------------------- | --------------------------------- | --------------------------------- | ---------------------------------------------------------------------------- | --------------------------------- | --------------------------------- |
| Gmhs                              | Bremen                            | 1943                              | ca. −19 %                                                                    | 11,5 t                            | „Gs Oppeln“                       |
| Glmhs                             | Leipzig                           | 1943                              | ca. ;–27 %                                                                   | 13,9 t                            | „Glrhs Dresden“                   |
| Ommu                              | Klagenfurt                        | 1942                              | ca. −18 %                                                                    | 10,3 t                            | „Ommu Villach“                    |
| Rmms                              | Ulm                               | 1942                              | ca. −22 %                                                                    | 12,3 t                            | „Rs Stuttgart“                    |

## Bauarten-Übersicht
Siehe hierzu: Güterwagen-Bauarten-Übersicht bis 1945

## Bezeichnung und Anstrich
Fast alle Güterwagen der Deutschen Reichsbahn wurden ab circa 1942 nur noch mit dem Schriftzug „DR“ versehen, weiterhin wurden sie mit dem Namen des Gattungsbezirks, der Wagennummer und dem Gattungszeichen versehen. Ab 1940 wurden die Farben für die Anstriche der Güterwagen nochmals geändert, so wurden beispielsweise ab Dezember 1941 die eisernen Dächer der Güterwagen in schwarzbrauner (keine RAL-Farbe) und ab 1943 in schwarzgrauer Farbe (RAL-7021) lackiert.

### Zusätzliche Gattungsbezirke
Die Deutsche Reichsbahn fasste bereits ab 1921 alle Güterwagen mit gleichen oder ähnlichen Verwendungsmöglichkeiten in sogenannte Gattungsbezirke zusammen, diese erhielten Namen deutscher Städte, meist Städte mit Sitz einer Reichsbahndirektion. So kamen ab 1942 folgende Gattungsbezirke hinzu:
| Zusätzliche Gattungsbezirke der Deutschen Reichsbahn ab 1942 | Zusätzliche Gattungsbezirke der Deutschen Reichsbahn ab 1942 | Zusätzliche Gattungsbezirke der Deutschen Reichsbahn ab 1942 | Zusätzliche Gattungsbezirke der Deutschen Reichsbahn ab 1942 | Zusätzliche Gattungsbezirke der Deutschen Reichsbahn ab 1942 |
| Gattungsbezirke                                              | Gattungszeichen                                              | Wagenart                                                     | Bauart                                                       | Zeitraum                                                     |
| ------------------------------------------------------------ | ------------------------------------------------------------ | ------------------------------------------------------------ | ------------------------------------------------------------ | ------------------------------------------------------------ |
| Bremen                                                       | Gmhs                                                         | gedeckte Wagen                                               | Kriegsbauart                                                 | ab 1943                                                      |
| Graz                                                         | Ommuf                                                        | offene Wagen zum Fahrzeugtransport                           | Kriegsbauart – Versuchswagen                                 | ab 1943                                                      |
| Heilbronn                                                    | RRs; SSos                                                    | vierachsige Rungen- und Schienenwagen                        | Kriegsbauart – Versuchswagen                                 | ab 1943                                                      |
| Klagenfurt                                                   | Ommu                                                         | offene Wagen                                                 | Kriegsbauart                                                 | ab 1942                                                      |
| Leipzig                                                      | Glmhs                                                        | gedeckte großräumige Güterwagen                              | Kriegsbauart                                                 | ab 1943                                                      |
| Marburg                                                      | Gu, O                                                        | gedeckte u. offene Wagen                                     | jugoslawische Bauart                                         | ab 1943                                                      |
| Riga                                                         | GG, OO                                                       | vierachsige Wagen                                            | lettische Bauart                                             | ab 1943                                                      |
| Ulm                                                          | Rmms                                                         | Rungenwagen                                                  | Kriegsbauart                                                 | ab 1942                                                      |

Siehe hierzu auch:
- Gattungsbezirke ab 1921
- Zusätzliche Gattungsbezirke ab 1926
- Zusätzliche Gattungsbezirke ab 1935

## Drehgestelle
Ab 1943 wurden die ersten Drehgestelle der geschweißten Pressblech-Bauart vereinfacht und als sogenannte Drehgestelle in Kriegsbauart in einer Stückzahl von über 35.000 Stück hergestellt; diese wurden unter anderem für Flachwagen, Kesselwagen und Wannentender verwendet.